# Autostrada A516 (Niemcy)
Autostrada A516 (niem. Bundesautobahn 516 (BAB 516) także Autobahn 516 (A516)) – autostrada w Niemczech przebiegająca z północy na południe, łącząca autostradę A3 i A2 z centrum  Oberhausen w Nadrenii Północnej-Westfalii.